# 해머스타인 볼룸
해머스타인 볼룸(Hammerstein Ballroom)은 미국 뉴욕주 뉴욕에 위치한 실내 경기장이다.